# スカイハウス (原画家)
スカイハウスは、日本のアダルトゲーム原画家。PC-9801が全盛の頃、「フォスター」ブランドで『ここは楽園荘』・『花の記憶』両シリーズなどの原画・キャラクターデザインを手がけ、現在では「るチャ！」ブランド、「ルネ」ブランドの作品の原画を多く手がける。目の小さい女性が特徴だった。

## 作品一覧

### 「FOSTER」ブランド
- 『ここは楽園荘』シリーズ
- 『花の記憶』シリーズ
- 『まにあなおんな』シリーズ
- 心のかけら
- 『シ・カ・エ・シ』
- 『STAGE』
- 『少年探偵A』
- 『叶わぬ恋の物語』
- 『まにあなおんな』
- 『カレンダーガール』ほか

### 「LUCHA!」ブランド
- ママさんバレー（（乳ゆれまんせー））
- フェ○リンピック！
- ONE☆BOKU ファラウェイ・ソー・クローズ！

### 「ルネ」ブランド
- 美脚エージェント・麗華 「くやしい! こんな卑怯なヤツに負けるなんて…」
- 小公女シャルロット「ご主人様の処女人形」
- エルフの双子姫ウィランとアルスラ 「私はどうなってもいいから、お姉様には手を出さないで……!」
- 音速飛翔ソニックメルセデス ～双子ヒロイン調教指令!～
- 淫夢学園 「だめ…こんなになっちゃうのは夢の中だけなの…!」
- 魔法少女はキスして変身（かわ）る 「相手が彼以外の人だなんて……」